# 극장판 프리큐어 올스타즈 F
《극장판 프리큐어 올스타즈 F》(일본어: 映画 プリキュアオールスターズF)는 2023년 9월 15일 개봉된 극장판으로 프리큐어 시리즈의 크로스 오버 작품으로는 13번째, 프리큐어 시리즈 영화 작품으로는 통산 32번째 작품에 해당한다.

## 등장인물

### 메인 캐릭터

#### 펼쳐지는 스카이! 프리큐어
프리큐어
소라 하레와타루/큐어 스카이(일본어: ソラ·ハレワタール / キュアスカイ)
성우 - 세키네 아키라
니지가오카 마시로/큐어 프리즘(일본어: 虹ヶ丘 ましろ / キュアプリズム)
성우 - 카쿠마 아이
유우나기 츠바사/큐어 윙(일본어: 夕凪 ツバサ / 일본어: キュアウイング)
성우 - 무라세 아유무
히지리 아게하/큐어 버터플라이(일본어: 聖 あげは / キュアバタフライ)
성우 - 나나세 아야카
엘짱/큐어 마제스티 (일본어: エルちゃん / 일본어: キュアマジェスティ)
성우 - 코가 아오이

### 오리지널 캐릭터
프림/큐어 슈프림(일본어: プリム / キュアシュプリーム)
성우 - 사카모토 마아야
푸카(일본어: プーカ)
성우 - 타네자키 아츠미

### 그 외 등장 캐릭터

#### 펼쳐지는 스카이! 프리큐어
기타
니지가오카 요요(일본어: 虹ヶ丘 ヨヨ)
샤랄라 대장(일본어: シャララ隊長)

#### 딜리셔스 파티♡프리큐어
프리큐어
나고미 유이/큐어 프레셔스(일본어: 和実 ゆい / キュアプレシャス)
성우 - 히시카와 하나
후와 코코네/큐어 스파이시(일본어: 芙羽 ここね / キュアスパイシー)
하나미치 란/큐어 얌얌(일본어: 華満 らん / キュアヤムヤム)
카사이 아마네/큐어 피날레(일본어: 菓彩 あまね / キュアフィナーレ)
성우 - 카야노 아이
요정
코메코메(일본어: コメコメ)
성우 - 타카모리 나츠미
팜팜(일본어: パムパム)
멤멤(일본어: メンメン)
기타
로즈마리(일본어: ローズマリー)
시나다 타쿠미/블랙 페퍼(일본어: 品田 拓海 / ブラックペッパー)

#### 트로피컬 루즈! 프리큐어
프리큐어
나츠우미 마나츠/큐어 서머(일본어: 夏海 まなつ / キュアサマー)
성우 - 파이루즈 아이
스즈무라 산고/큐어 코랄(일본어: 涼村 さんご / キュアコーラル)
이치노세 미노리/큐어 파파야(일본어: 一之瀬 みのり / キュアパパイア)
타키자와 아스카/큐어 플라밍고(일본어: 滝沢 あすか / キュアフラミンゴ)
로라/큐어 라메르(일본어: ローラ / キュアラメール)
성우 - 히다카 리나
요정
쿠루룬(일본어: くるるん)
선대 프리큐어
아그네테/큐어 오아시스(일본어: アウネーテ / キュアオアシス)

#### 힐링굿♡프리큐어
프리큐어
하나데라 노도카/큐어 그레이스(일본어: 花寺 のどか / キュアグレース)
성우 - 유우키 아오이
사와이즈미 치유/큐어 퐁텐(일본어: 沢泉 ちゆ / キュアフォンテーヌ)
히라미츠 히나타/큐어 스파클(일본어: 平光 ひなた / キュアスパークル)
후우린 아스미/큐어 어스(일본어: 風鈴 アスミ / キュアアース)
성우 - 미모리 스즈코
요정
라비린(일본어: ラビリン)
성우 - 카쿠마 아이
페기땅(일본어: ペギタン)
냐토랑(일본어: ニャトラン)
라떼(일본어: ラテ)
성우 - 시라이시 하루카

#### 스타☆트윙클 프리큐어
호시나 히카루/큐어 스타(일본어: 星奈 ひかる / キュアスター)
성우 - 나루세 에이미
하고로모 라라/큐어 밀키(일본어: 羽衣 ララ / キュアミルキー)
성우 - 코하라 코노미
아마미야 에레나/큐어 솔레유(일본어: 天宮 えれな / キュアソレイユ)
카구야 마도카/큐어 셀레네(일본어: 香久矢 まどか / キュアセレーネ)
유니/큐어 코스모(일본어: ユニ / キュアコスモ)

요정
후와(일본어: フワ)
프룬스(일본어: プルンス)
기타
AI

#### 허긋토! 프리큐어
프리큐어
노노 하나/큐어 옐(일본어: 野乃 はな / キュアエール)
성우 - 히키사카 리에
야쿠시지 사아야/큐어 앙쥬(일본어: 薬師寺 さあや / キュアアンジュ)
성우 - 혼이즈미 리나
카가야키 호마레/큐어 에투알(일본어: 輝木 ほまれ / キュアエトワール)
아이사키 에미루/큐어 마셰리(일본어: 愛崎 えみる / キュアマシェリ)
루루 아무르/큐어 아무르(일본어: ルールー・アムール / キュアアムール)
요정
허그땅/큐어 투모로우(일본어: はぐたん / 일본어: キュアトゥモロー)
해리햄 해리(일본어: ハリハム・ハリー)

기타
와카미야 앙리(일본어: 若宮 アンリ / キュアアンフィニ)

#### 키라키라☆프리큐어 아라모드
우사미 이치카/큐어 휘프(일본어: 宇佐美 いちか / キュアホイップ)
성우 - 미야마 카렌
아리스가와 히마리/큐어 커스터드(일본어: 有栖川 ひまり / キュアカスタード)
타테가미 아오이/큐어 젤라토(일본어: 立神 あおい / キュアジェラート)
코토즈메 유카리/큐어 마카롱(일본어: 琴爪 ゆかり / キュアマカロン)
성우 - 후지타 사키
켄조 아키라/큐어 쇼콜라(일본어: 剣城 あきら / キュアショコラ)
성우 - 모리 나나코
키라링/키라호시 시엘/큐어 파르페(キラリン / 일본어: キラ星 シエル / キュアパルフェ)

요정
페코링/큐어 페코링(일본어: ペコリン / キュアペコリン)
장로(일본어: 長老)

기타
줄리오 / 쿠로키 리오(일본어: ジュリオ / 일본어: 黒樹 リオ)
비브리(일본어: ビブリー)

#### 마법사 프리큐어!
프리큐어
아사히나 미라이/큐어 미라클(일본어: 朝日奈 みらい / キュアミラクル)
성우 - 타카하시 리에
이자요이 리코/큐어 매지컬(일본어: 十六夜 リコ / キュアマジカル)
하나미 코토하/큐어 펠리체(일본어: 花海 ことは / キュアフェリーチェ)
성우 - 하야미 사오리
요정
모후룬/큐어 모후룬(일본어: モフルン / キュアモフルン)

기타

#### Go! 프린세스 프리큐어
프리큐어
하루노 하루카/큐어 플로라(일본어: 春野 はるか / キュアフローラ)
성우 - 시마무라 유우
카이도 미나미/큐어 머메이드(일본어: 海藤 みなみ / キュアマーメイド)
아마노가와 키라라/큐어 트윙클(일본어: 天ノ川 きらら / キュアトゥインクル)
아카기 토와/큐어 스칼렛(일본어: 紅城 トワ / キュアスカーレット)
요정
퍼프(일본어: パフ)
아로마(일본어: アロマ)
미스 샤무르(일본어: ミス・シャムール)
쿠로로(일본어: クロロ)
기타
나나세 유이((일본어: 七瀬 ゆい)
카나타(일본어: カナタ)
아이하라 유우키(일본어: 相原ゆうき)
이치조 란코(일본어: 一条蘭子)

#### 해피니스 차지 프리큐어!
프리큐어
아이노 메구미/큐어 러블리(일본어: 愛乃めぐみ / キュアラブリー)
성우 - 나카지마 메구미
시라유키 히메/큐어 프린세스(일본어: 白雪 ひめ / キュアプリンセス)
오모리 유코/큐어 허니(일본어: 大森 ゆうこ / キュアハニー)
히카와 이오나/큐어 포츈(일본어: 氷川 いおな / キュアフォーチュン)
요정
리본(일본어: リボン)
글라산(일본어: ぐらさん)
팬팬(일본어: ファンファン)
기타
블루(일본어: ブルー)
퀸 미라쥬/큐어 미라쥬(일본어: クイーンミラージュ / 일본어: キュアミラージュ)
오하나/큐어 선셋(일본어: オハナ / 일본어: キュアサンセット)
오리나/큐어 웨이브(일본어: オリナ / 일본어: キュアウェーブ)
히카와 마리아/큐어 텐더(일본어: 氷川 まりあ / 일본어: キュアテンダー)
사가라 세이지(일본어: 相楽 誠司)
세계 각국의 프리큐어(일본어: 世界各国のプリキュア)

#### 두근두근! 프리큐어
프리큐어
아이다 마나/큐어 하트(일본어: 相田 マナ / 일본어: キュアハート)
성우 - 나바타메 히토미
히시카와 릿카/큐어 다이아몬드(일본어: 菱川 六花 / 일본어: キュアダイヤモンド)
요츠바 아리스/큐어 로제타(일본어: 四葉 ありす / 일본어: キュアロゼッタ)
켄자키 마코토/큐어 소드(일본어: 剣崎 真琴 / 일본어: キュアソード)
마도카 아구리/큐어 에이스(일본어: 円 亜久里 / 일본어: キュアエース)
요정
샤를(일본어: シャルル)
라켈(일본어: ラケル)
란스(일본어: ランス)
다비(일본어: ダビィ)
아이짱(일본어: アイちゃん)

기타
레지나/큐어 사이트(일본어: レジーナ/ 일본어: キュアサイト)

선대 프리큐어
큐어 엠프레스(일본어: キュアエンプレス)

#### 스마일 프리큐어!
프리큐어
호시조라 미유키/큐어 해피(일본어: 星空 みゆき / 일본어: キュアハッピー)
성우 - 후쿠엔 미사토
히노 아카네/큐어 써니(일본어: 日野 あかね / キュアサニー)
키세 야요이/큐어 피스(일본어: 黄瀬 やよい / キュアピース)
미도리카와 나오/큐어 마치(일본어: 緑川 なお / キュアマーチ}})
아오키 레이카/큐어 뷰티(일본어: 青木 れいか / キュアビューティ}})
요정
캔디/로열 캔디(일본어: キャンディ / ロイヤルキャンディ)
팝(일본어: ポップ)

#### 스위트 프리큐어♪
프리큐어
호죠 히비키/큐어 멜로디(일본어: 北条 響 / キュアメロディ)
성우 - 코시미즈 아미
미나미노 카나데/큐어 리듬(일본어: 南野 奏 / キュアリズム)
쿠로카와 엘렌/큐어 비트(일본어: 黒川 エレン / キュアビート)
시라베 아코/큐어 뮤즈(일본어: 調辺 アコ / キュアミューズ)
요정
하미(일본어: ハミィ)
페어리톤(일본어: フェアリートーン)
기타
시라베 오토키치 (일본어: 調辺 音吉)
메피스토 (일본어: メフィスト)
아프로디테 (일본어: アフロディーテ)

#### 하트캐치 프리큐어!
프리큐어
하나사키 츠보미/큐어 블로섬(일본어: 花咲 つぼみ / キュアブロッサム)
성우 - 오키 카나에
쿠루미 에리카/큐어 마린(일본어: 来海 えりか / キュアマリン)
묘도인 이츠키/큐어 파인(일본어: 明堂院 いつき / キュアサンシャイン)
츠키카게 유리/큐어 문라이트(일본어: 月影 ゆり / キュアムーンライト)
요정
시프레(일본어: シプレ)
코프레(일본어: コフレ)
포프리(일본어: ポプリ)

기타
반 켄지(일본어: 番ケンジ)
선대 프리큐어
하나사키 카오루코/큐어 플라워 (일본어: 花咲薫子 / キュアフラワー)

#### 프레시 프리큐어!
프리큐어
모모조노 러브/큐어 피치(일본어: 桃園 ラブ / キュアピーチ)
성우 - 오키 카나에
아오노 미키/큐어 베리(일본어: 蒼乃 美希 / キュアベリー)
야마부키 이노리/큐어 파인(일본어: 山吹 祈里 / (キュアパイン)
히가시 세츠나/큐어 패션/이스(일본어: 東 せつな / (キュアパッション / イース)
요정
시폰(일본어: シフォン)
타르트(일본어: タルト)
아즈키나(일본어: アズキーナ)

기타
웨스터(일본어: ウェスター)
사우러(일본어: サウラー)
치넨 미유키(일본어: 知念 ミユキ)
카오루짱(일본어: かおるちゃん)

#### Yes! 프리큐어5 / Yes! 프리큐어5 GoGo!
프리큐어
유메하라 노조미/큐어 드림(일본어: 夢原 のぞみ / キュアドリーム)
성우 - 산페이 유코
나츠키 린/큐어 루즈(일본어: 夏木 りん / キュアルージュ)
카스가노 우라라/큐어 레모네이드(일본어: 春日野 うらら / キュアレモネード)
아키모토 코마치/큐어 민트(일본어: 秋元 こまち / キュアミント)
미나즈키 카렌/큐어 아쿠아(일본어: 水無月 かれん / キュアアクア)
미미노 쿠루미/밀키 로즈(일본어: 美々野 くるみ / ミルキィローズ)
요정
코코/코코다 코지(일본어: ココ / 小々田 コージ)
넛츠(일본어: ナッツ)
시럽(일본어: シロップ)
메르포(일본어: メルポ)

기타
마스코 미카(일본어: 増子 美香)
플로라(일본어: フローラ)

#### 두 사람은 프리큐어 Splash Star
프리큐어
휴가 사키/큐어 블룸/큐어 브라이트(일본어: 日向 咲 / キュアブルーム / キュアブライト)
성우 - 키모토 오리에
미쇼 마이/큐어 이그렛/큐어 윈디(일본어: 美翔 舞 / キュアイーグレット / キュアウィンディ)

요정
프라피(일본어: フラッピ)
쵸피(일본어: チョッピ)
무프(일본어: ムープ)
후프(일본어: フープ)

기타
키류 미치루/큐어 브라이트(일본어: 霧生満 / キュアブライト)
키류 카오루/큐어 윈디(일본어: 霧生薫 / キュアウィンディ)

#### 두 사람은 프리큐어 / 두 사람은 프리큐어 Max Heart
프리큐어
미스미 나기사/큐어 블랙(일본어: 美墨 なぎさ / キュアブラック)
성우 - 혼나 요코
유키시로 호노카/큐어 화이트(일본어: 雪城 ほのか / キュアホワイト)
성우 - 유카나
쿠죠 히카리/샤이니 루미나스(일본어: 九條 ひかり / シャイニールミナス)
요정
메플(일본어: メップル)
미플(일본어: ミップル)
포룬(일본어: ポルン)
루룬(일본어: ルルン)

기타
코시노 나츠코/큐어 브론즈(일본어: 越野 夏子 / 일본어: キュアブロンズ)
모리 쿄코/큐어 실버(일본어: 森 京子 / 일본어: キュアシルバー)

#### 프리큐어 올스타즈 시리즈
사카가미 아유미/큐어 에코(일본어: 坂上 あゆみ / (일본어: キュアエコー)

## 기타
- F의 의미는 Festival, Fukkatsu(부활)의 앞글자로 추정됐으나 이후 트위터를 통해 공개된[3] PV에 의해 Fight, Friend, Future, First, Forever, Final인줄 알았으나 F의 의미는 "Not Final"[4]라고 스태프 토크 이벤트에서 공식적으로 밝혀졌다.[5]